# Hugh Leonard
Pour les articles homonymes, voir Leonard.
Hugh Leonard est un scénariste et acteur irlandais né le 9 novembre 1926 à Dalkey (Irlande) et mort à Dublin le 12 février 2009.

## Filmographie

### comme scénariste
- 1966 : The Liars (série télévisée)
- 1966 : The Judge (TV)
- 1967 : Les Hauts de Hurlevent (série télévisée)
- 1968 : Nicholas Nickleby (feuilleton TV)
- 1968 : The Ronnie Barker Playhouse (en) (série télévisée)
- 1968 : Interlude
- 1968 : La Grande Catherine (Great Catherine)
- 1969 : Dombey et Fils, Dombey and Son (feuilleton TV)
- 1970 : Sentimental Education (feuilleton TV)
- 1971 : Percy (film, 1971) (en)
- 1972 : Our Miss Fred
- 1972 : La Pierre de lune, The Moonstone (feuilleton TV)
- 1972 : The Watercress Girl (TV)
- 1973 : The Little Farm (TV)
- 1974 : Country Matters (feuilleton TV)
- 1977 : Nicholas Nickleby (feuilleton TV)
- 1978 : Wuthering Heights (en) (feuilleton TV)
- 1983 : Good Behaviour (TV)
- 1991 : Parnell & the Englishwoman (feuilleton TV)
- 1994 : Parfum de scandale (Widows' Peak)

### comme acteur
- 1988 : Da : Pallbearer